# Az Okányi Földművesszövetkezet Kossuth-díjas tagjai
Az Okányi Földművesszövetkezet két tagja (más forrásban Okányi Földmívesszövetkezet néven szerepel) 1948-ban megosztva megkapta a Kossuth-díj ezüst fokozatát, az indoklás szerint azért, mert mindkét tag a „szövetkezet fáradhatatlan buzgalmú szervezője.”
A munkaközösség tagja volt:
- Horváth István (1917–1948) posztumusz; földműves, a szövetkezet néhai tagja,
- Tóth Imre (1911–1988) gazdasági vezető, a szövetkezet vezetője.